# 仙塔
仙塔，位于中国福建省福州市连江县凤城镇仙塔街，原系护国天皇寺塔，唐大中三年（849年）建。楼阁式仿木石构，八角，二层，高9.2米，建筑面积46.4平方米。塔基须弥座，周边雕刻波浪纹图案及双狮戏球、天马、奔鹿、麒麟等浮雕图案；交接处雕有不同形象力士八尊。塔门朝西，两边立有1.85米高两尊青石雕刻门神等。2009年11月16日公布为第七批福建省文物保护单位。